# Jana Šmeralová
Jana Šmeralová (* 15. April 1980 in Prag) ist eine ehemalige tschechische Squashspielerin.

## Karriere
Jana Šmeralová spielte von 2000 bis 2005 auf der WSA World Tour. Ihre höchste Platzierung in der Weltrangliste erreichte sie mit Rang 54 im Juli 2005. Mit der tschechischen Nationalmannschaft nahm sie mehrfach an Europameisterschaften teil. Im Einzel stand sie bei Europameisterschaften in den Jahren 2004 und 2007 im Hauptfeld, wo sie beide Male in der ersten Runde ausschied. Von 1998 bis 2006 wurde sie neunmal in Folge tschechische Landesmeisterin.

## Erfolge
- Tschechische Meisterin: 9 Titel (1998–2006)